# Пиотрович, Мечеслав Густавович
Мечеслав Густавович Пиотрович (Мечеслав Рафаил) (24 октября 1853, Минская губерния—1912) — русский архитектор. Известен строительством крупных доходных домов в Москве и церковных зданий в Подмосковье. Брат архитекторов О. Г. Пиотровича и В. Г. Пиотровича. Отец архитектора В. М. Пиотровича.

## Биография
В 1883 году окончил Московское училище живописи, ваяния и зодчества со званием неклассного художника архитектуры. Работал помощником архитекторов А. М. Сисалина и К. М. Быковского. С 1887 года Пиотрович являлся почётным старшиной Московского совета детских приютов, преподавал рисование в различных учебных заведениях Москвы. Служил архитектором Московской уездной земской управы. Имея обширную частную практику, М. Г. Пиотрович специализировался в основном на постройке в Москве крупных доходных домов. Жил в Москве в Протопоповском переулке, 23.

## Постройки

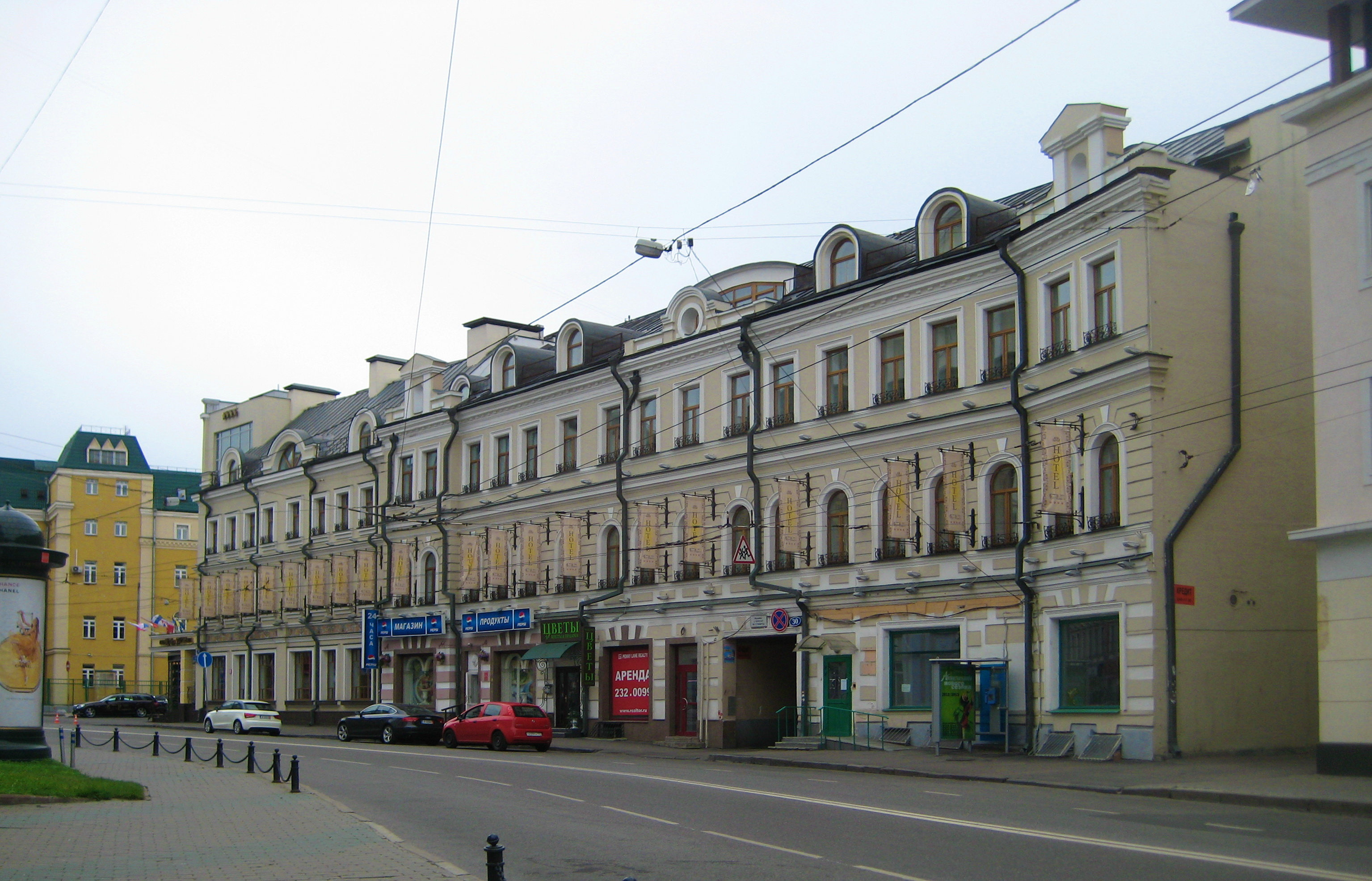
Остоженка, 30

- Перестройка Филаретовского женского епархиального училища (1878, Москва, Малый Харитоньевский переулок, 5)[2];
- Особняк (1881, Москва, Садовая-Самотёчная улица, 14)[3];
- Церковь Александра Невского при приюте для неизлечимо больных и калек им. Александра II (1882, Москва, Борисоглебский переулок, 9)[4];
- Доходный дом (1883, Москва, Костянский переулок, 9);
- Часовня в Александровском приюте (1883, Москва), не сохранилась;
- Доходный дом (1886, Москва, Казарменный переулок, 12, правое строение);
- Доходный дом (1886, Москва, Остоженка, 30);
- Доходный дом (1886, Москва, Последний переулок, 22);
- Доходный дом (1886, Москва, Последний переулок, 24);
- Доходный дом (1887, Москва, Арбат, 31);
- Доходный дом (1889, Москва, Сеченовский переулок, 5);
- Ограда церкви (1890, с. Назарьево Звенигородского уезда);
- Каменные приделы деревянной церкви Иконы Божией Матери Знамение (1890, с. Давыдово Раменского района Московской области), не сохранились[5];
- Часовня Рождества Пресвятой Богородицы (1890, у д. Терново Каширского района Московской области), не сохранилась[6];
- Церковь Троицы Живоначальной (1890, пос. Назарьево Одинцовского района Московской области)[7];
- Часовня кладбищенская на Ветке (1890, Ярославль, Дядьково), не сохранилась[8];
- Доходный дом (1891, Москва, Дегтярный переулок, 10);
- Доходный дом (1892, Москва, Волхонка, 6, во дворе);
- Доходный дом (1899, Москва, Дегтярный переулок, 15);
- Церковь Покрова Пресвятой Богородицы — старообрядческая церковь Старопоморского-Федосеевского согласия (1908—1910, Серпухов, улица Чехова, 83)[9].